# Wen Chi
Wen Chi (文祺S, Wén QíP; Kaohsiung, 15 ottobre 1984) è un'ex cestista taiwanese.

## Carriera
Con Taiwan ha disputato i Campionati mondiali del 2006 e due edizioni dei Campionati asiatici (2005, 2007).